# Wirehead
Wirehead è un film interattivo sviluppato da The Code Monkeys per Sega CD e pubblicato da SEGA e MGM Interactive nel 1995. Fu uno degli ultimi giochi distribuiti per la piattaforma SEGA, e una delle produzioni più ambiziose in full motion video. Una versione migliorata del gioco fu progettata per Sega 32X, ma il progetto venne cancellato.

## Modalità di gioco
Ned Hubbard (Steve Witting) è un padre di famiglia dai modi gentili con un dispositivo wireless impiantato nel suo cervello. Quando degli strani uomini tentano di rapire Ned dalla sua casa, fugge per salvarsi la vita. Il giocatore guida Ned manipolando la sua interfaccia neurale. Dopo svariati secondi, il giocatore dovrà reagire velocemente a una richiesta audiovisiva, e guidare Ned in una delle tre o quattro direzioni possibili. Nella maggior parte dei casi, un'opzione consente di avanzare nel gioco e le altre portano al fallimento di Ned. Sebbene le manovre evasive di Ned siano per lo più non violente, in poche circostanze il giocatore ha due opzioni di attacco: pugno o calcio.